# Les Héritiers de Ravenscar
Les Héritiers de Ravenscar est un roman britannique de Barbara Taylor Bradford publié en 2008.

## Résumé
En 1918 en Angleterre, Ned, 33 ans, est PDG de la première entreprise mondiale et a 7 enfants avec Elizabeth. Sa famille a un château à Ravenscar dans le Yorkshire. En 1921 Ned dit à Elizabeth qu'il était marié à Elinor (morte un an après) quand il l'a épousée. Ils se remarient légalement en secret. En 1925 Ned confie un vignoble mâconnais à son frère George, qui y meurt. Ned meurt en 1926 et Dick, deuxième frère, lui succède, et tue involontairement Will, adjoint de Ned. En 1927 Ed et Richi, fild de De, disparaissent. Dick est tué en 1928. Bess, fille ainée de Ned, épouse Henry. En 1970 Harry, 40 ans, fils de Bess (morte à 37 ans), dirige l'entreprise. Sa femme, avec qui il n'avait que Mary, meurt en 1971 et il épouse Anne qui a Elizabeth et meurt en 1974. Il épouse Jane qui a Edward en 1975, l'héritier.